# PowerPC 603

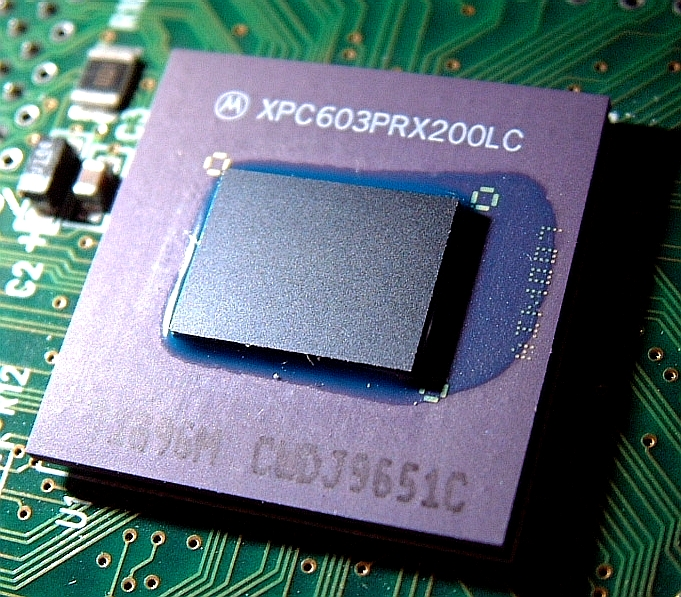
Processeur Motorola PowerPC 603

Le PowerPC 603 un microprocesseur fondé sur l'architecture RISC PowerPC, développé conjointement par Apple, IBM et Motorola. Destiné aux ordinateurs portables et bas de gamme, il fait partie de la deuxième génération de PowerPC (ou G2) avec les PowerPC 602, PowerPC 604 et PowerPC 620.

## Histoire
Après le PowerPC 601, le PowerPC 603 est le deuxième processeur basé sur l'architecture PowerPC. Consommant peu d'énergie, il était initialement destiné aux ordinateurs portables, mais c'est principalement dans les ordinateurs de bureau bas de gamme qu'il fut utilisé. Il a équipé la majorité des ordinateurs Apple grand public entre 1995 et 1998, aux côtés du PowerPC 604 qui équipait les machines professionnelles.

## Caractéristiques

### PowerPC 603
- date d'introduction : avril 1995
- finesse de gravure : 0,50 micromètre
- nombre de transistors : 1,6 million
- taille : 83 mm2
- fréquence : 66, 75 ou 80 MHz
- bus d'adressage 32 bit, bus de données 64 bit
- fréquence du bus : respectivement 33, 37,5, 40 et 50 MHz
- taille de la mémoire cache : 16 Kio de niveau 1
- tension électrique : 3,3 V
- consommation : 3 W à 80 MHz
- performances (modèle 80 MHz) : SPECint92 : 75 / SPECfp92 : 85

### PowerPC 603e / 603ev
- date d'introduction : avril 1996

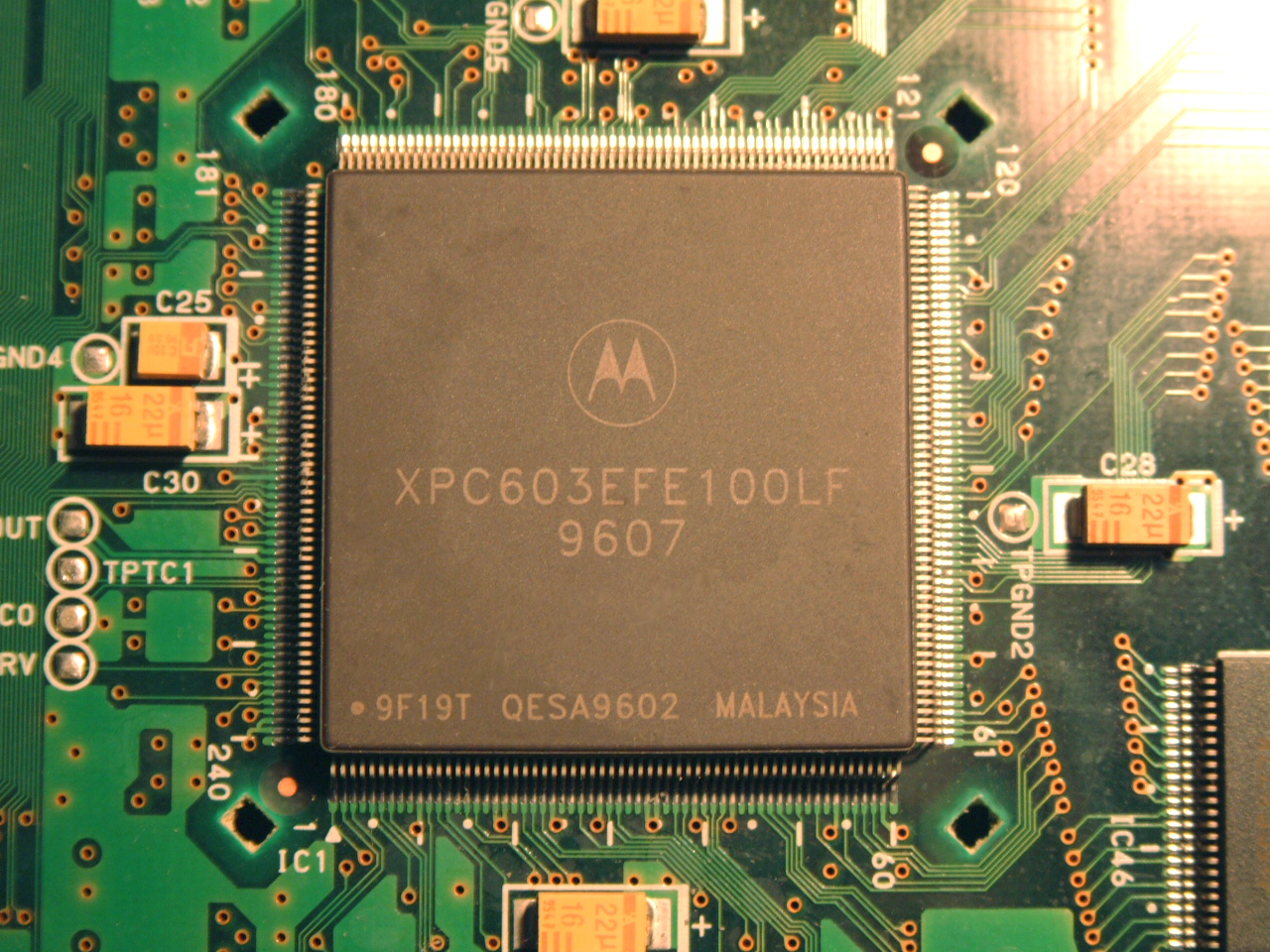
Processeur Motorola PowerPC 603e

- finesse de gravure : 0,50 ou 0,35 micromètre
- nombre de transistors : 2,6 millions
- taille : 81 ou 98 mm2
- fréquence : entre 100 et 300 MHz
- bus d'adressage 32 bits, bus de données 64 bits
- fréquence du bus : 33, 40 ou 50 MHz
- taille de la mémoire cache : 16 ou 32 Kio de niveau 1
- tension électrique : 2,5 ou 3,3 V
- performances :
  - à 100 MHz : SPECint92 : 120 / SPECfp92 : 105
  - à 200 MHz : SPECint95 : 5,6 / SPECfp95 : 4,9
  - à 300 MHz : SPECint95 : 7,4 / SPECfp95 : 6,1